# Павес, Эстебан
Эсте́бан Андре́с Паве́с Суа́со (исп. Esteban Andrés Pavez Suazo; 1 мая 1990, Сантьяго) — чилийский футболист, полузащитник клуба «Коло-Коло» и сборной Чили.

## Клубная карьера
Павес — воспитанник клубов «Кобрелоа» и «Коло-Коло». 19 марта 2009 года в матче против «О’Хиггинс» он дебютировал в чилийской Примере в составе последнего. В 2010 году Эстебан для получения игровой практики на правах аренды перешёл в «Рейнджерс» из Тальки. 30 января в матче против «Унион Темуко» он дебютировал в чилийской Примере B.
В начале 2011 года Павес был отдан в аренду в «Сан-Маркос де Арика». 27 февраля в матче против «Кокимбо Унидо» он дебютировал за новую команду. 3 июля в поединке против «Копьяпо» Эстебан забил свой первый гол за «Сан-Маркос де Арика».
В начале 2012 года Павес на правах аренды присоединился к «Унион Темуко». 6 февраля в матче против «Лота Швагер» он дебютировал за новый клуб. 8 июля в поединке против «Пуэрто-Монт» Эстебан забил свой первый гол за «Унион Темуко». В начале 2013 года Павес вернулся в «Коло-Коло». 3 февраля в поединке против «Унион Ла-Калера» он забил свой первый гол за «вождей». В составе клуба Эстебан дважды выиграл чемпионат и завоевал Кубок Чили.
В середине 2017 года Павес перешёл в бразильский «Атлетико Паранаэнсе». 1 августа в матче против «Васко да Гама» он дебютировал в бразильской Серии A. Эстебан принял участие в двух матчах Южноамериканского кубка 2018, а затем вернулся в «Коло-Коло». 
Летом 2019 года Павес перешёл в арабский «Ан-Наср». 20 сентября в матче против «Аль-Васла» он дебютировал в чемпионате ОАЭ. 7 ноября в поединке против «Аль-Иттихад» Эстебан забил свой первый гол за «Ан-Наср». В своём дебютном сезоне он помог команде завоевать Кубок арабской лиги. В начале 2021 года Павес присоединился мексиканской «Тихуане». 9 января в матче против УНАМ Пумас он дебютировал в мексиканской Примере. В 2022 год Эстебан в третий раз вернулся в «Коло-Коло». 

## Международная карьера
23 января 2014 года в товарищеском матче против сборной Коста-Рики Павес дебютировал за сборную Чили, заменив во втором тайме Фернандо Менесеса. В 2019 году в составе сборной Эстебан принял участие в Кубке Америки в Бразилии. На турнире он сыграл в матче против сборной Колумбии.

## Достижения
Клубные
 «Коло-Коло»
- Победитель чилийской Примеры (2): Клаусура 2014, Апертура 2015
- Обладатель Кубка Чили (1): 2016
- Обладатель Суперкубка Чили (1): 2022

 «Атлетико Паранаэнсе»
- Чемпион штата Парана (1): 2018
- Обладатель Южноамериканского кубка (1): 2018

 «Ан-Наср»
- Обладатель Кубка арабской лиги (1): 2019/2020